# Георг Карк
Георг «Оші» Генріх Карл Карк (нім. Georg „Oschi" Heinrich Karl Karck; 11 червня 1911, Зегеберг, Німецька імперія — 3 липня 1944, Евре, Франція) — німецький офіцер, штурмбанфюрер військ СС. Кавалер Лицарського хреста Залізного хреста.

## Біографія
1 червня 1931 року вступив у СС (посвідчення № 17 690), 1 жовтня — в НСДАП (партійний квиток № 756 882). В листопаді 1933 року зарахований в 2-й штурм Лейбштандарту, в квітні 1941 року — в 3-ю роту запасного батальйону штандарту СС «Германія» дивізії СС «Райх». З 8 березня 1943 року — командир 9-ї роти 2-го танково-гренадерського полку СС Лейбштандарту. В лютому 1944 року виконував обов'язки командира 2-го батальйону свого полку, з квітня 1944 року — командир батальйону. Загинув в автокатастрофі: його автомобіль зіткнувся з вантажівкою з боєприпасами.

## Звання
- Анвертер СС (10 червня 1931)
- Манн СС (вересень 1931)
- Шарфюрер СС (1 квітня 1932)
- Обершарфюрер СС (2 липня 1934)
- Гауптшарфюрер СС (1 квітня 1937)
- Унтерштурмфюрер СС і крайсгауптштелленляйтер НСДАП (30 січня 1938)
- Унтерштурмфюрер резерву військ СС (21 червня 1941)
- Оберштурмфюрер резерву військ СС (9 листопада 1942)
- Гауптштурмфюрер резерву військ СС (1 вересня 1943)
- Гауптштурмфюрер військ СС (8 серпня 1944) — посмертно, патент від 1 червня 1944 року.
- Штурмбанфюрер військ СС (17 листопада 1944) — посмертно, патент від 1 липня 1944 року.

## Нагороди
- Цивільний знак СС (№ 11 712)
- Почесний кут старих бійців (лютий 1934)
- Німецька імперська відзнака за фізичну підготовку в бронзі (1 грудня 1938)
- Спортивний знак СА в бронзі (1 грудня 1938)
- Йольський свічник (грудень 1938)
- Медаль «За вислугу років у СС» 4-го ступеня (4 роки) (6 липня 1939)
- Медаль «За вислугу років у НСДАП» в бронзі (10 років)
- Залізний хрест
  - 2-го класу (20 квітня 1942)
  - 1-го класу (25 серпня 1942)
- Медаль «За зимову кампанію на Сході 1941/42» (25 серпня 1942)
- Лицарський хрест Залізного хреста (3 серпня 1943) — оберштурмфюрер СС, командир 9-ї роти 2-го моторизованого полку СС «Лейбштандарт СС Адольф Гітлер».
- Нагрудний знак «За танкову атаку» (20 квітня 1943)
- Відзнака для східних народів 1-го класу в золоті (1 вересня 1943)
- Нагрудний знак ближнього бою в бронзі (1 вересня 1943)
- Нагрудний знак «За поранення» в чорному (1 вересня 1943)
- Нарукавний знак «За знищений танк» (1 червня 1944)
- Німецький хрест в золоті (7 серпня 1944; посмертно) — гауптштурмфюрер СС, командир 9-ї роти 2-го моторизованого полку СС «Лейбштандарт СС Адольф Гітлер».